# Ryszard Vogt
Ryszard Vogt (ur. 25 lutego 1934 w Czarkowie, zm. 2 czerwca 2018) – polski specjalista mechaniki, automatyki i robotyki, dr hab. inż., profesor Instytutu Techniki Lotniczej i Mechaniki Stosowanej Wydziału Mechanicznego Energetyki i Lotnictwa Politechniki Warszawskiej, Katedry Automatyki i Robotyki Wydziału Mechanicznego Politechniki Białostockiej, oraz profesor nadzwyczajny Wydziału Lotnictwa Wyższej Szkoły Oficerskiej Sił Powietrznych.

## Życiorys
Obronił pracę doktorską, następnie uzyskał stopień doktora habilitowanego.  Otrzymał nominację profesorską. Objął funkcję profesora w Katedrze Automatyki i Robotyki na Wydziale Mechanicznym Politechniki Białostockiej, a także w Instytucie Techniki Lotniczej i Mechaniki Stosowanej na Wydziale Mechanicznym Energetyki i Lotnictwa Politechniki Warszawskiej.
Piastował stanowisko profesora nadzwyczajnego na Wydziale Lotnictwa w Wyższej Szkole Oficerskiej Sił Powietrznych.
Zmarł 2 czerwca 2018.